# John Regan
John Regan, född 28 oktober 1951 i Poughkeepsie, New York, död 7 april 2023 i Wappingers Falls i Dutchess County, New York, var en amerikansk hårdrocksbasist. Han är mest känd efter sin tid i Ace Frehleys band Frehley's Comet. Där agerade han basist och låtskrivare. Han har även jobbat med artister som Cyndi Lauper, Peter Frampton, John Waite, The Rolling Stones och David Lee Roth.

## Diskografi
Frehley's Comet
- Frehley's Comet
- Live+1
- Second Sighting
- Trouble Walkin'